# Georgiana Bonser
 (avril 2024).
Georgiana May Bonser, née Duthie le 5 mai 1898, morte le 9 juin 1979 est une médecin britannique, chercheuse en oncologie à l'université de Leeds et consultante à l'hôpital universitaire St James. Elle est la première femme chirurgien interne du Manchester Royal Infirmary et, plus tard, la première femme présidente de la division de Leeds de la British Medical Association.
Les premières recherches de Georgiana Bonser portent sur le cancer du poumon à Leeds, les facteurs héréditaires du cancer du sein et le cancer du testicule chez les ouvriers des hauts fourneaux du Yorkshire. Elle développe des souches de souris consanguines et mène les premières recherches pour déterminer si les produits chimiques utilisés dans l'industrie de la teinture sont à l'origine du cancer de la vessie. Plus tard, le gouvernement britannique lui demande d'étudier les risques de cancer liés aux additifs alimentaires et aux conservateurs.
Entre 1959 et 1960, Georgiana Bonser est la présidente de la Medical Women's Federation (en). Après avoir pris sa retraite en 1963, elle continue à s'impliquer dans le centre de recherche sur le cancer de son université et dans la clinique du sein de la Leeds General Infirmary (en). En 1966, elle donne la conférence Goulstonian (en).